# Milano-Sanremo 2025
La Milano-Sanremo 2025, centosedicesima edizione della corsa e valida come ottava prova dell'UCI World Tour 2025 categoria 1.UWT si svolse il 22 marzo su un percorso di 289 km con partenza da Pavia e arrivo a Sanremo in Italia. La vittoria fu appannaggio dell'olandese Mathieu van der Poel, il quale completò il percorso in 6h22'53", alla media di 45,288 km/h, precedendo l'italiano Filippo Ganna e lo sloveno Tadej Pogačar.

## Percorso
La corsa è partita anche quest'anno da Pavia, ed è, come di consuetudine, pianeggiante nella prima parte toccando luoghi come: Casteggio, Voghera e Tortona. Da lì si arrivava ad Ovada per poi cominciare a salire leggermente verso il Passo del Turchino; dopodiché si entra nel vivo della corsa con il classico passaggio a Savona prima delle salite finali: quella della Cipressa, dell'Aurelia e quella più difficile e determinante del Poggio di Sanremo. La gara poi vedrà la difficile discesa del Poggio per finire sulle strade pianeggianti di Sanremo, per un totale di 289 km.

## Squadre e corridori partecipanti
| N.      | Cod. | Squadra                         |
| ------- | ---- | ------------------------------- |
| 1-7     | ADC  | Alpecin-Deceuninck              |
| 11-17   | ARK  | Arkéa-B&B Hotels                |
| 21-27   | TBV  | Bahrain Victorious              |
| 31-37   | COF  | Cofidis                         |
| 41-47   | DAT  | Decathlon AG2R La Mondiale Team |
| 51-57   | EFE  | EF Education-EasyPost           |
| 61-67   | GFC  | Groupama-FDJ                    |
| 71-77   | IGD  | Ineos Grenadiers                |
| 81-87   | IWA  | Intermarché-Wanty               |
| 91-97   | IPT  | Israel-Premier Tech             |
| 101-107 | LTK  | Lidl-Trek                       |
| 111-117 | LOT  | Lotto                           |
| 121-127 | MOV  | Movistar Team                   |

| N.      | Cod. | Squadra                       |
| ------- | ---- | ----------------------------- |
| 131-137 | Q36  | Q36.5 Pro Cycling Team        |
| 141-147 | RBH  | Red Bull-Bora-Hansgrohe       |
| 151-157 | TFT  | Solution Tech Vini Fantini    |
| 161-167 | SOQ  | Soudal Quick-Step             |
| 171-177 | JAY  | Team Jayco AlUla              |
| 181-187 | TPP  | Team Picnic PostNL            |
| 191-197 | TVL  | Team Visma-Lease a Bike       |
| 201-207 | TUD  | Tudor Pro Cycling Team        |
| 211-217 | UAD  | UAE Team Emirates XRG         |
| 221-227 | UXM  | Uno-X Mobility                |
| 231-237 | VBF  | VF Group-Bardiani CSF-Faizanè |
| 241-247 | XAT  | XDS Astana Team               |

## Ordine d'arrivo (top 10)
| Pos. | Corridore            | Squadra | Tempo    |
| ---- | -------------------- | ------- | -------- |
| 1    | Mathieu van der Poel | Alpecin | 6h22'53" |
| 2    | Filippo Ganna        | Ineos   | s.t.     |
| 3    | Tadej Pogačar        | UAE     | s.t.     |
| 4    | Michael Matthews     | Jayco   | a 43"    |
| 5    | Kaden Groves         | Alpecin | s.t.     |
| 6    | Magnus Cort Nielsen  | Uno-X   | s.t.     |
| 7    | Mads Pedersen        | Lidl    | s.t.     |
| 8    | Olav Kooij           | Visma   | s.t.     |
| 9    | Matteo Trentin       | Tudor   | s.t.     |
| 10   | Fred Wright          | Israel  | s.t.     |